# Conus sandwichensis
Conus sandwichensis is een slakkensoort uit de familie van de Conidae. De wetenschappelijke naam van de soort is voor het eerst geldig gepubliceerd in 1978 door Walls.